# Музиченко Тетяна Іванівна
Тетяна Іванівна Музиче́нко (нар. 16 листопада 1962, Жорнівка) — українська майстриня художньої кераміки і педагог; член Спілки майстрів народного мистецтва України з 1991 року та Національної спілки художників України з 1999 року.

## Біографія
Народилася 16 листопада 1962 року в селі Жорнівці (нині Фастівський район Київської області, Україна). 1982 року закінчила Миргородський керамічний технікум, де навчалася у Сергія Мисака. Дипломна робота — декоративні тарілки на тему «Енеїди» Івана Котляревського. Упродовж 1982—1985 років працювала художницею на Васильківському майоліковому заводі. 1990 року закінчила художньо-графічний факультет Вітебського державного педагогічного інституту. Дипломна робота — декоративні вази «Літо».
З 1992 року викладала у Київському художньо-промисловому технікумі, а з 2000 року, після реорганізації технікуму в Київський державний інститут декоративно-прикладного мистецтва і дизайну імені Михайла Бойчука — старший викладач інституту на кафедрі художньої кераміки, дерева, скла і металу. Підготувала навчальні програми і методичні розробки з дисциплін «Комплексне проєктування», «Робота в матеріалі». Серед учнів — Леонід Нагірняк.

## Творчість
Працює у галузі художньої кераміки; володіє техніками фляндрування, розпису ангобами. Серед робіт:
- набори посуду «Серпень» (1985), «Ранок» (1992);
- набір для вареників «Урожай» (1986);
- ваза «Квіти землі» (1990);
- декоративні тарелі «Пробудження» (1988), «Квіти» (1992), «Квітучий мій рідний край» (1995);
- серія «Традиційні тарелі Київщини» (2018—2019)[2].

Бере участь у всеукраїнських, міжнародних мистецьких виставках з 1983 року. Персональні виставки відбулися у Києві у 1991 і 1999 роках.
Твори художниці зберігаються в приватних і музейних колекціях України та світу.

## Відзнаки
- Нагрудний знак «Відмінник освіти України» (1998)[1];
- Почесна грамота Міністерства освіти і науки України (2008)[1];
- Нагрудний знак «За збереження народних традицій» Міністерства культури і туризму України (2010)[1];
- Мистецька премія «Київ» імені Сергія Колоса у галузі народного декоративного мистецтва (2021, за серію «Традиційні тарелі Київщини»)[2].